# Liphistius thaleban
Liphistius thaleban is een spinnensoort uit de familie Liphistiidae. De soort komt voor in Thailand.